# East of the Sun, West of the Moon
Albums de a-ha
Stay on These Roads
(1988) Memorial Beach
(1993)
East of the Sun, West of the Moon (« à l'est du soleil, à l'ouest de la lune ») est le quatrième album du groupe de pop norvégien a-ha, sorti en 1990. 
Le titre fait référence à un conte populaire norvégien. 
Chris Hughes, un des deux batteurs invités, fit autrefois partie de Tears For Fears avec lesquels il joua sur trois albums studio entre 1983 et 1996. Un des coproducteurs, Ian Stanley, fit aussi partie de Tears For Fears. 

## Titres
Toutes les chansons sont écrites et composées par Pål Waaktaar-Savoy et Magne Furuholmen, sauf mention contraire.
| No  | Titre                    | Auteur                         | Durée |
| --- | ------------------------ | ------------------------------ | ----- |
| 1.  | Crying in the Rain       | Howard Greenfield, Carole King | 4:25  |
| 2.  | Early Morning            |                                | 2:59  |
| 3.  | I Call Your Name         |                                | 4:54  |
| 4.  | Slender Frame            |                                | 3:42  |
| 5.  | East of the Sun          | Waaktaar-Savoy                 | 4:47  |
| 6.  | Sycamore Leaves          | Waaktaar-Savoy                 | 5:22  |
| 7.  | Waiting for Her          |                                | 4:49  |
| 8.  | Cold River               | Waaktaar-Savoy, Lauren Savoy   | 4:40  |
| 9.  | The Way We Talk          | Furuholmen                     | 1:30  |
| 10. | Rolling Thunder          |                                | 5:43  |
| 11. | (Seemingly) Nonstop July | Waaktaar-Savoy                 | 2:55  |

## Personnel
A-ha
- Morten Harket – Chant
- Magne Furuholmen – chant sur The Way We Talk, chœurs, harmonica
- Paul Waaktaar-Savoy – guitares, basse, programmation de la batterie, piano, chœurs

Additional musicians
- Jørun Bøgeberg – basse
- Per Hillestad – batterie
- Chris Hughes – batterie
- Phil Todd – saxophone
- Martin Ditcham – percussion